# Kościół św. Anny w Birgu
Kościół św. Anny (malt. Knisja ta’ Sant'Anna, ang. Saint Anne Church), znany lokalnie jako Santa Scholastica lub Abazia – XVII-wieczny kościół w Birgu na Malcie. Kościół jest integralną częścią klasztoru benedyktynek będącego pod wezwaniem św. Scholastyki. 

## Historia
Kościół św. Anny, będący częścią kompleksu klasztornego św. Scholastyki, powstał w XVII wieku na miejscu starego, wybudowanego przed 1652, a zburzonego przed 1679. Jego fundatorem była Aloisietta Dorel Pecos, zaś projektantem Lorenzo Gafà. Kamień węgielny kościoła położył 7 maja 1679 biskup Miguel Jerónimo de Molina, a 14 lipca 1680 wikariusz generalny Ludovico Famucelli pobłogosławił i oficjalnie otworzył nowy kościół. Dzwonnica została dodana w 1694, w 1748 Michelangelo Romano powiększył prezbiterium, w tym samym roku bądź w listopadzie 1749 (jedno współczesne źródło podaje listopad 1739) dobudowano też zarystię.
Ostatecznie biskup Vincenzo Labini poświęcił świątynię 29 września 1787.

## Fasada
Koryncka fasada kościoła składa się z trzech przęseł. Do centralnie umieszczonych drzwi można było wejść przez schodkowy parvis, który został usunięty pod koniec XIX wieku. Oryginalna kompozycja została również okaleczona podczas francuskiej okupacji, kiedy trzy herby heraldyczne zostały oszpecone. Gafà włączył do swoich projektów pięć okien, wszystkie zabezpieczone ciężkimi żelaznymi elementami typowymi dla konwentów zakonnych.

## Wnętrze
Budynek kościoła, o kształcie prawie kwadratowym, ozdobiony jest w stylu barokowym. Wewnętrzną fasadę zdobi łańcuch rzeźbionych aniołów w wysokim reliefie autorstwa Gafà. Wewnątrz świątyni są trzy ołtarze, nad wnętrzem góruje kopuła. Nastawa ołtarza głównego składa się z filarów korynckich i kompozycji aniołów. Dwa kratowe okna po obu stronach głównego ołtarza łączą kościół z przestronną galerią zwaną górnym chórem, używaną tylko przez zakonnice.

Naprzeciwko głównych drzwi wznosi się balkon organowy. Do początku lat 20. XXI wieku znajdowały się tam unikatowe organy z XVII wieku z ręcznie obsługiwanymi miechami.

Tablica pamiątkowa nad głównymi drzwiami przypomina o poświęceniu kościoła i jego wzniesieniu przez dobrodziejkę Aloisiettę Dorel Pecos jako podziękowanie za to, że ocalała od śmiertelnej epidemii w 1675. Inna marmurowa tablica wewnątrz kościoła upamiętnia jego konsekrację w 1787.

### Dzieła sztuki
Tytułowy obraz jest autorstwa Mattii Pretiego. Przedstawia on św. Annę, Świętą Rodzinę, św. Benedykta i św. Scholastykę. Dzieło Pretiego wisi w głównym ołtarzu na miejscu starszego obrazu przywiezionego z Mdiny przez zakonnice, który nadal jest zachowany w klasztorze. Główny ołtarz wykonany z misternej rzeźby marmurowej jest dziełem Lorenzo Gafà i nosi tarcze herbowe biskupa Alphérana de Bussan. Obrazy w bocznych ołtarzach, z 1739, przedstawiają św. Michała i Niepokalane Poczęcie i są dziełem odpowiednio Rokku Buhagiara i Gian Nikoli Buhagiara. Te same ołtarze skrywają dwa obrazy Giuseppe Calì przedstawiające odpowiednio Matkę Boską Bolesną i św. Józefa. 11 lipca, w święto św. Benedykta, założyciela zakonu, w kościele są wystawiane piękne hafty wykonane przez same zakonnice, bogate, stare szaty liturgiczne i różne antyczne srebrne przedmioty.

## Ochrona dziedzictwa kulturowego
27 sierpnia 2012 kościół został wraz z klasztorem św. Scholastyki wpisany został na listę National Inventory of the Cultural Property of the Maltese Islands pod nr. 00707.